# Sancho VII Mocny
Sancho VII zwany Mocnym lub Silnym (hiszp. Sancho el Fuerte, bask. Santxo Azkarra, zm. 7 kwietnia 1234) – król Nawarry między 1194 i 1234.

## Życiorys
Syn Sancho VI i Sanchy Kastylijskiej. Był ostatnim męskim potomkiem pierwszej dynastii królów Nawarry.
Historyk i antropolog Luis del Campo, który badał jego szczątki, szacuje, że miał on 223 centymetrów (7 stóp i 3 cale) wzrostu.
W 1200 roku poprowadził ekspedycję do Afryki. Korzystając z jego nieobecności, królowie Kastylii i Aragonii najechali Nawarrę, odbierając jej prowincje Alavy, Guipuzcoa i Vizcaya. Wyróżnił się jako przywódca podczas bitwy pod Las Navas de Tolosa w 1212.
W obliczu zagrożenia podbojem królestwa Nawarry przez króla Kastylii Ferdynanda III w lutym 1231 roku zawarł porozumienia z Jakubem I, królem Aragonii na mocy którego Jakub miał objąć tron Nawarry. Plan ten jednak nie został zrealizowany.
Sancho złożył faktyczną władzę (el Encarrado) w 1234, wkrótce potem zmarł. Jego siostra Blanka objęła wówczas obowiązki regentki królestwa. Po osiągnięciu wieku 21 lat nowym władcą jako Tybald I został syn Blanki i Tybalda III, hrabiego Szampanii – jednocześnie dziedzic hrabstwa Szampanii.

## Małżeństwa
Sancho był dwukrotnie żonaty. Jego pierwszą żoną była Konstancja, córka hrabiego Rajmunda VI z Tuluzy, z którą ożenił się około 1195 roku. Ich rozwód miał miejsce w roku 1200. Jego drugą żoną była, według niektórych źródeł, Klemencja, córka cesarza Fryderyka Barbarossy. Inne źródła jednak wskazują na córkę Abu Yaquba al-Mustansira Yusufa II, emira Maroka, jako jego drugą żonę. Współcześni historycy podejrzewają, że nieudane małżeństwa związane były z homoseksualizmem Sancha, jednak kroniki Karola z Viany wspominają o kilku nieślubnych dzieciach Sancho (Ferdynandzie, Wilhelmie i Roderiku), które miał z nieznanymi kobietami.